# 18 aprile
Il 18 aprile è il 108º giorno del calendario gregoriano (il 109º negli anni bisestili). Mancano 257 giorni alla fine dell'anno.

## Eventi
- 1025 – Boleslao di Polonia è incoronato primo re di Polonia nella città di Gniezno
- 1242 – Battaglia del lago ghiacciato: le truppe russe guidate dal principe Aleksandr Nevskij sconfiggono i crociati tedeschi sul ghiaccio del lago Peipus
- 1266 – Anno della morte di Sant'Amadio degli Amidei
- 1428 – Pace di Ferrara tra Repubblica di Venezia, Ducato di Milano, Repubblica fiorentina e Gonzaga di Mantova: termina così il secondo periodo delle guerre di Lombardia, combattute fino alla stipula della Pace di Lodi del 1454, che garantirà poi nella Penisola quella politica di equilibrio destinata a favorire lo sviluppo del Rinascimento italiano
- 1506 – Papa Giulio II posa la prima pietra della nuova Basilica di San Pietro in Vaticano
- 1518 – Bona Sforza diventa seconda moglie di Sigismondo I e viene incoronata regina di Polonia
- 1775 – Stati Uniti d'America: Paul Revere compie la storica cavalcata notturna
- 1906 – Un violento terremoto distrugge gran parte della città di San Francisco, in California
- 1916 – Sul fronte dolomitico le truppe italiane conquistano il Col di Lana tenuto dall'esercito austriaco
- 1917 – Parte per il fronte occidentale il II Corpo d'armata italiano in Francia
- 1934 – La prima lavanderia commerciale apre a Fort Worth, Texas
- 1938 – Sul numero 1 della rivista statunitense a fumetti Action Comics appare la prima storia di Superman
- 1939 – Conferenza al Collège de sociologie di Hans Mayer su Les rites des associations politiques dans l'Allemagne romantique e il loro rapporto con le associazioni protonaziste e naziste
- 1942
  - Giappone, seconda guerra mondiale: con un raid partito dalla portaerei USS Hornet e noto come Doolittle Raid, gli USA bombardano Tokyo come rappresaglia per l'attacco subito a Pearl Harbor
- 1943
  - Viene bombardata Piazza Sett'Angeli a Palermo: muoiono ufficialmente 30 persone, che avevano trovato riparo presso il rifugio antiaereo, ma il numero non è mai stato accertato
  - Pierre Laval diventa primo ministro di Francia
- 1945
  - Resistenza italiana: a Torino, nonostante le dure misure repressive adottate dai nazifascisti, inizia il grande sciopero pre-insurrezionale
  - Seconda guerra mondiale: un bombardamento aereo delle forze alleate distrugge la minuscola Isola di Helgoland nel Mare del Nord, davanti alle coste della Germania
- 1946 – Viene sciolta la Società delle Nazioni
- 1947 – Nell'intento di distruggere le installazioni navali tedesche residue sull'isoletta di Helgoland, la marina inglese fa esplodere 6800 tonnellate di esplosivo con l'intento di distruggere l'intera isola
- 1948 – In Italia si tengono le prime elezioni politiche per il parlamento repubblicano
- 1949 – Entra in vigore il Republic of Ireland Act che rende l'Irlanda una repubblica e la porta fuori dal Commonwealth
- 1951 – I sei Stati fondatori dell'Unione europea firmano il Trattato di Parigi che istituisce la Comunità europea del carbone e dell'acciaio
- 1954 – Gamal Abd el-Nasser prende il potere in Egitto
- 1965 – La Rhodesia acquisisce l'indipendenza dal Regno Unito
- 1972 – Viene fondata ad Ōsaka la Roland Corporation
- 1980 – Nasce la Repubblica dello Zimbabwe (l'ex Rhodesia)
- 1983 – Un attentato suicida distrugge l'ambasciata USA a Beirut, Libano
- 1988 – Golfo Persico: l'Operazione Praying Mantis lanciata dagli USA contro l'Iran dà vita alla più grande battaglia navale del dopoguerra
- 1996 – Oltre cento civili libanesi vengono uccisi nel Massacro di Qana, sud del Libano
- 2002
  - Un aereo da turismo pilotato dall'italo-svizzero Gino Fasulo, 64 anni, si schianta contro il 26º piano del Grattacielo Pirelli, il palazzo più alto della città di Milano; oltre a Fasulo, si contano altre due vittime fra i dipendenti della Regione Lombardia, che ha sede nel palazzo
  - Viene annunciata la scoperta in Africa del nuovo ordine dei Mantophasmatodea, insetti a metà strada tra le mantidi e i fasmidi
- 2004
  - Milano, a due anni dall'incidente viene riaperto il Grattacielo Pirelli, completamente restaurato nella sua parte esterna
  - L'UE rende obbligatoria l'indicazione della presenza di OGM sulle etichette alimentari, se superiori allo 0,9% per quelli approvati, e 0,5% per gli altri
- 2005 – Inizia il conclave per l'elezione del successore di papa Giovanni Paolo II
- 2018 – Il re dello Swaziland annuncia il cambio del nome della nazione in eSwatini

## Nati
Ci sono circa 1 230 voci su persone nate il 18 aprile; vedi la pagina Nati il 18 aprile per un elenco descrittivo o la categoria Nati il 18 aprile per un indice alfabetico.

## Morti
Ci sono circa 480 voci su persone morte il 18 aprile; vedi la pagina Morti il 18 aprile per un elenco descrittivo o la categoria Morti il 18 aprile per un indice alfabetico.

## Feste e ricorrenze

### Civili
Internazionali:
- Giornata mondiale del radioamatore
- Giornata internazionale dei monumenti e dei siti

Nazionali:
- Afghanistan – Festa della Liberazione
- Giappone - Giorno dell'invenzione, commemorazione della prima legge a tutela dei brevetti
- Giordania – Giornata della Grande Rinascita Araba
- Libano – Giornata nazionale del ricordo, in memoria delle vittime del bombardamento israeliano a Qana su un campo profughi ONU (1996)
- Zimbabwe – Festa dell'indipendenza (1980)

### Religiose
Cristianesimo:
- Sant'Aia, badessa
- Sant'Antusa di Costantinopoli, vergine, principessa imperiale
- Sant'Atanasia di Egina
- San Calogero di Brescia, martire
- Sant'Eleuterio di Aeca e santa Anzia, martiri
- Santi Ermogene ed Elpidio, martiri a Melitene
- Sant'Eusebio di Fano, vescovo
- San Galdino, vescovo
- San Giovanni Isauro, monaco
- San Lasreano (o Molaise), abate irlandese
- San Perfetto di Cordova, martire
- San Pusicio, martire
- Sant'Ursmaro, vescovo-abate di Lobbes
- Beato Andrea da Montereale, sacerdote agostiniano
- Beato Andrés Hibernón, francescano scalzo
- Beato Bonaventura da Bastia, laico francescano
- Beato Giuseppe Moreau, sacerdote e martire
- Beato Idesbaldo delle Dune, abate
- Beato Luca Passi, sacerdote e fondatore delle Suore maestre di Santa Dorotea
- Beata Maria dell'Incarnazione Avrillot (Barbara Avrillot Acarie), carmelitana
- Beato Roman Archutowski, sacerdote e martire
- Beata Savina Petrilli, fondatrice delle Sorelle dei poveri di Santa Caterina da Siena

Ebraismo:
- Erev Pesach, vigilia di Pesach

Sikhismo:
- Nascita di Guru Angad Dev (Calendario nanakshahi)

Wicca:
- Estabat della Luna delle Gemme, festa della rinascita e della produttività spirituale

Dodecateismo:
- Mounykhia, festa di Artemide di Mounykhia, Dea della Luna

Induismo:
- Hanuman Jayanti, festa del Dio Scimmia, simbolo di salute, forza e velocità